# ゼロテレビ
ゼロテレビは2013年3月27日に「開局」した「インターネット向け放送局」を標榜する動画コンテンツである。フジテレビと吉本興業の共同運営。

## 概要
「日本一新しくて日本一小さなテレビ局」として、視聴率なし、スポンサーなし、敷地はフジテレビ本社の一室だけという何から何まで「ゼロ」の状態から、地上波のテレビではできない、インターネット配信だからこそできる番組作りを行っていく。
『めちゃ²イケてるッ!』の派生コンテンツとなっており、スタッフもめちゃイケで総監督を務めていた片岡飛鳥を始めとした新旧のめちゃイケスタッフによって行われている。
映像はYouTube Liveを通じゼロテレビ本部（ダイバーシティ東京）から配信。また番組が配信されない時間帯であってもアクリル板に書かれたメッセージとアクリル板越しのお台場の映像が常時映されていた。
だいたい生配信だが、都合により収録になることがある（第8回配信・第19回配信）。収録の場合は翌日か数日後に収録をしたそのままの映像がゼロテレビにて配信される。
放送開始からしばらくだいたい1ヶ月に1回ペースで配信が行われていたが、総監督である片岡が制作とコンテンツ事業部兼任になってからは2ヶ月に1回ペースの配信になっている。
『めちゃ²イケてるッ!』終了後はフジテレビオンデマンド（FOD）のオリジナル番組『スクールジャック!!』の生配信が2回行われたのを最後に番組の配信は行われておらず、現在は生配信そのものも行われていない。さらに2022年に片岡がフジテレビを退社したことで『めちゃユル』に関しては事実上の自然消滅となっていた。
しかし、開局10周年を迎える2023年、『めちゃ²イケてるッ!』の一部企画がFODで配信開始となることを記念し、『めちゃ²ユルんでるッ!』の生配信が8年ぶりに行われ、約9時間の生配信を行った。
出演者並びにゲストはノーギャラである。ただし出演者独自の判断ではなく、所属事務所も了承しての出演である。

## 開局の経緯
めちゃイケの企画であるヨモギダ少年愚連隊 ファイナルにて、ヨモギダ君（蓬田修士）が自らの夢に向かって努力しているのを見て岡村が感動。また、そもそもヨモギダ少年愚連隊が始まったのは「めちゃイケの企画内 での雛形への岡村の言動に対し批判の手紙を送ったこと」ということもあり、規制や批判によって自由なテレビを作ることが難しくなった今、規制の無いネットでの再出発を行うため。また、インターネットなど他の娯楽に視聴者が奪われていく中で、あえて「テレビの常識」を無くした状態で出発するために「開局」した。

## 出演者

### めちゃ×2ユルんでるッ!
- 司会・進行：岡村隆史（ナインティナイン）
- めちゃイケメンバー - 加藤浩次（極楽とんぼ）・濱口優（よゐこ）・光浦靖子（オアシズ）など
- 竹山隆範（カンニング）（ゼロテレビファン代表）
- トータルテンボス - とくに藤田。終盤でADの「カンちゃん」に坊主頭にされるのが「お約束」になっている。ただ第20回では坊主のくだりはなかった。

## スタッフ
CEO
岡村隆史（ナインティナイン） 当初はGP（ゼネラルプロデューサー）名義

### めちゃ×2ユルんでるッ!
- 構成：伊藤正宏
- HP制作：上島和也(フユヒコ)
- カメラ：辻稔、長瀬正人
- 音響効果：笠松広司（Digitalcircus）
- AP：宝来隆信、大平智恵
- ディレクター：松本真、内山真吾、福山晋司、菊池真介、遠藤将
- プロデューサー：野村和生、明松功、家永洋、山地克明、井上篤
- 総監督：片岡飛鳥

## 放送内容

### めちゃ×2ユルんでるッ!
月1回行う生放送。ネット配信ならではの自由な構成が特徴。当初はゼロテレビ本部 で、岡村とゲストがトークを行っていたが、現在は岡村がロケバスで各所に出向き生配信を行い、その中でゲストとトークを行う構成が基本。片岡総監督がナビゲーター役として進行をサポートする。「めちゃイケ」メンバーが登場し、裏話などを披露することが多い。
ゼロテレビ本部やロケバス内にはホワイトボードが置かれており、その回にちなんだイラストや情報などが描かれている。スタッフロールはスケッチブックに手書き、オープニングテーマは「めちゃ×2モテたいッ!」のテーマ曲のリコーダー&ハーモニカバージョンとなっている。
放送は日曜日に行われることが多い。放送時間は、当初は3時間ほどだったが、現在は10時間程度に及ぶこともある。配信はYouTube Liveまたはニコニコ生放送で（GYAO!で行われた時期もある）、無料で見ることができる。放送終了後はフジテレビオンデマンド及び吉本興業の動画配信サイト「YNN」、およびニコニコ動画より有料で視聴することができる。

#### 第1回
放送日時
2013年3月27日 20:40頃 - 23:40頃
ゲスト
市川海老蔵（21:25頃 - 23:05頃）
矢部浩之（23:06頃 - 23:40頃）
オープニングではゼロテレビのスタジオ兼オフィスの設備やスタッフの紹介などを行った。そして、ゲストの市川海老蔵と共にプライベートなことからゴシップの真相。また、現在のテレビ業界についてもトークを行った。
海老蔵退席後番組終了間際に矢部が登場。告知を促された矢部が放送直前に婚姻届を提出し結婚したことを岡村に報告。妻の青木裕子も一緒に来ているということで部屋の中であいさつのみ行った（画面には一瞬だけ登場）。

#### 第2回
放送日時
2013年4月28日 13:40頃 - 20:20頃
ゲスト
ニコニコ超会議2の皆さん（久保ミツロウ、向谷実、ほか）
川上量生
加藤浩次（極楽とんぼ）
もっとインターネットについて知ったほうが良いということで、放送同日、幕張メッセにて開催された『ニコニコ超会議2』を自ら直撃取材。当初はインターネット上での芸人批判な空気に戦々恐々としていた岡村だが、会場に入ったとたん多くの参加者に大歓迎され緊張が解け、「踊ってみた」・「歌ってみた」・「鉄道」・「マンガ」・「自衛隊」などのブースに飛び入りで参加した。また、取材後にはドワンゴ会長の川上量生への生直撃インタビュー対談も行った。
『テレビシャカイ実験 あすなろラボ』の番組宣伝も兼ねて加藤が登場。『加藤家の2013年上半期 重大ニュースベスト5』を発表し、その中で芸能界から離れて7年となる加藤の元相方で極楽とんぼだった山本圭一の近況についても言及し、岡村・加藤ともに本人や社会の判断次第で芸能界に復帰させたいと意欲を示した。今回は約6時間程度の生配信を行った。

#### 第3回
放送日時
2013年5月26日 18:32頃 - 22:10頃
ゲスト
秋元康、大久保佳代子
多くの人気テレビ番組を作ってきた秋元に影響を与えたのはどんな番組なのか、これからのテレビについて何を望んでいるかを聞くためオファーを出した。Wikipediaに書かれていたプロフィール・エピソードの確認を行い、岡村がハマったおニャン子クラブ時代のエピソードや、岡村が気になっていた「第5回AKB48選抜総選挙」の速報発表順位を基にした現在の状況と予想を展開。手掛けた番組のエピソードや秋元のクリエイティブ論についてや、AKB・SKE・NMB・HKTの各グループの話題、「BKA48」についての話題なども含めたトークを行った。
対談終了後は、備品の募集お知らせ・次回のゲスト案・募集していた「ゼロテレビ イメージゆるキャラ」のデザイン候補を紹介。その後、この日はオフで三田友梨佳（フジテレビアナウンサー）と三軒茶屋でカフェ巡りをしていたと言う大久保佳代子が登場。大久保が番組に加入して13年経つのにあまりしゃべっていないということで、改めて岡村とゆっくりトークを展開。その間、加藤と同じ様に大久保も『2013年上半期 重大ニュースベスト5』を発表した。今回は約3時間半程度の生配信であった。

#### 第4回 「岡村隆史 43歳の誕生日スペシャル! ～朝まで生配信!?～」
放送日時
2013年7月3日 21:05頃 - 翌2:47頃
ゲスト
有吉弘行、土屋敏男、明松功（ガリタさんとして）、濱口優、伊藤徳宇（三重県桑名市・市長、25時台に約10分程度、生電話のみ出演）、
プリマ旦那（電話出演）、デニス、うしろシティ、カーニバル、シリフリ、ニューヨーク、ベイビーギャング
福徳秀介、三中元克（翌2:30頃 - 2:47頃）
ゲストの有吉が特別な大人の事情のため、生出演可能になるまで（22:00）のタイマーを表示。
22:00ちょうどに有吉がゼロテレビのスタジオに生登場。「めちゃユル」立ち上げ当初の企画書（2012年10月）の時点で、対談予定のメンバーに市川海老蔵、秋元康と並び入っていたことから（他に、孫正義・宮崎駿も候補に挙がっている）、当初からオファーを出していた。途中では有吉が『白い雲のように』をアカペラで生披露した。また、有吉が広島県の観光大使、岡村が新石垣空港のPR大使を勤めていることから観光大使についても語った。トークではTwitterフォロワー数日本一ということから、Twitter初心者の岡村に対してTwitterについて語り、初心者の岡村がゼロテレビ公式アカウントを使用してTwitterでのつぶやきに挑戦した。こっそりと見学していた土屋が登場。最後は往年の電波少年の如くアイマスクを着用させられて退場。
中盤では明松（かがり）がガリタさんとして登場し、無料アプリ「ガリタマップ」や前日のお台場合衆国説明会にて発表された「ゲームセンターCX」とコラボしたアプリ『ガリタ食エスト』の説明を行った。
説明後には濱口が登場。トークでは先日放送された企画「嫌いになった人」のオープニングトークにて「濱口は和田アキ子が嫌い」とぶっこんだ結果の顛末からの和田に関するエピソードや、岡村の私服センス、独身同士の生活や恋愛について語り、そこから20年以上前に某週刊誌でスクープされてしまった本田みずほとのスクープ写真について、雑誌に掲載されていた写真は実は記者と共に撮り直しをしていたことを暴露した。「上半期重大ニュース ベスト5」を発表。その中で「ラーメン神座のゴールドカードを手に入れた!」という話題から、直接六本木店・恵比寿店の店長に電話し、岡村にもゴールドカードを発行してもらおうと電話で生交渉を行った。また、若手芸人やKis-My-Ft2の先輩として番組で活躍した結果、ファンレターが増えているということから『バチバチエレキテる』に出演している芸人メンバーに生電話を行いゼロテレビのスタジオに来てくれるよう要請し、プリマ旦那を除いたメンバー全員が放送終了までにゼロテレビのスタジオへとお祝いに駆けつけ岡村へのプレゼント、あるいは持ちギャグやショートコントを披露した。また、三重県桑名市の市長で元フジテレビ社員だった伊藤徳宇も生電話で出演し番組を最初から生視聴していたことを明かして、濱口が「先月、桑名はまぐり大使になった事」についてトークした。今回は6時間近い生配信となった。

#### 第5回 「ゼロテレビ IDOL FESTIVAL 2013」
放送日時
2013年7月28日 18:35頃 - 翌0:36頃
ゲスト
みにちあ☆ベアーズ（18:59頃 - 19:15頃）
東京女子流（19:16頃 - 19:32頃）
SUPER☆GiRLS（19:32頃 - 19:46頃）
クロちゃん（安田大サーカス）（19:33頃 - 19:56頃）
Cheeky Parade（19:46頃 - 20:00、全員18歳未満のため20:00までの生出演となった）
7cm（2012年3月に解散したSDN48の元メンバーからKONANなど7人が集まって結成された新型ガールズユニット）（20:02頃 - 20:23頃）
指原莉乃（HKT48）（20:23頃 - 20:36頃）
川崎純情小町☆（20:37頃 - 20:59頃）
Victory（佐賀発の5人組ガールズバンド）（21:00頃 - 21:18頃）
桃知みなみ（21:18頃 - 21:30頃）
AeLL.（21:33頃 - 21:50頃）
アイドリング!!!（18歳未満のメンバーは22:00までにスタジオから退室し、途中から諸事情により参加できなかった菊地亜美が22:01頃～合流した。）（21:52頃 - 22:17頃）
明松功（ガリタさんとして生出演、22:23頃 - 23:47頃）
有野晋哉（22:35頃 - 翌0:36頃）
濱口優（23:49頃 - 翌0:36頃）
布施正人（ラーメン神座の運営会社「株式会社理想実業」の代表取締役社長、生電話のみ出演）（23:53頃 - 翌0:05頃）
うしろシティ、チキチキジョニー、オジンオズボーン（Skypeで道頓堀松竹角座から生出演、翌0:13頃 - 0:29頃）
ウンタロー。（Skypeで道頓堀松竹角座から生出演、「めちゃイケSA」イメージキャラクター）（翌0:13頃 - 0:29頃）
今回は前日・同日開催の『TOKYO IDOL FESTIVAL 2013』（TIF2013）とのコラボ企画『ゼロテレビ IDOL FESTIVAL 2013』（ZIF2013）と題して、一部の出演アイドルグループ・アイドルユニット・アイドル達とのトークや歌披露などを行って交流を深めながら楽しんだ。その後は、有野がアプリ開発をともに行ったコンテンツ開発会社「面白法人カヤック」の男性担当者と共にスタジオに生登場し、『ガリタ食エスト』の実演などを岡村と一緒に行った。その後、「TIF2013」のCS生中継特番の番組MCを2日間担当した濱口も生登場し、「TIF」にも「ZIF」にも出演してくれたアイドル達の裏話トークや、『岡村隆史「ラーメン神座ゴールドカード」への道』の途中経過として代表取締役社長の布施正人氏と生電話し直談判で再交渉なども行った。さらには、新築OPENした大阪の「道頓堀松竹角座」からSkypeを通じて生中継した。今回も6時間程度の生配信となった。

#### 第6回 「24時間ゼロテレビ『めちゃ×2なが～くユルんでるッ! 〜43番ロビンマスクは地球を救う!!〜』」
放送日時
2013年8月24日 18:30頃〜8月25日 22:22頃
ゲスト（登場順）
エスパー伊東
濱口優、カーニバル、プリマ旦那、デニス、うしろシティ、ニューヨーク、シリフリ、ベイビーギャング
シルク、ムーディ勝山、レギュラー、トミーズ健
SUPER☆GiRLS（勝田梨乃、渡邉ひかる、八坂沙織、宮﨑理奈）
クロちゃん（安田大サーカス）
7cm（KONAN、甲斐田樹里、梅田悠、細田海友、加藤雅美、伊東愛、今吉めぐみ）
川崎純情小町☆（前田沙耶香、伊東裕扶子、伊藤みのり、淺井雅、前田薫里）
前畑剛（株式会社ホワイトウルフ（※「川崎純情小町☆」の所属事務所）代表取締役社長）
桃知みなみ
アイドリング!!!（菊地亜美、河村唯、酒井瞳、朝日奈央）
加藤浩次（海外からの生電話のみ）
たむらけんじ、オモロー山下、ほんこん（蔵野孝洋）
亀山千広（フジテレビ代表取締役社長）
三中元克、明松功（ガリタさんとして生出演）
BEGIN
ほか
概要
日本テレビの「24時間テレビ 「愛は地球を救う」」に合わせて18:30丁度に開始。1日目19:57からは「めちゃ×2イケてるッ!」を岡村とエスパーが視聴していた。しかし、20:00から岡村が「もてもてナインティナイン」の収録のため数時間退席した。

#### 第7回 「『YouTubeエンタメウィーク』スペシャル! & 祝・結婚おめでとう! 田村淳の自宅から生放送!!」
放送日時
2013年9月22日 16:20頃 - 22:41頃
ゲスト（登場順）
田村淳、田村香那（田村淳の妻）
濱口優、加藤浩次（極楽とんぼ）、江頭2:50
西川きよし（自ら主演を務めた舞台『コメディ水戸黄門』の夜公演終了後、大阪・なんばグランド花月の楽屋から生電話で出演）
概要
結婚を発表した田村淳の自宅からの配信。淳自身が配信するネット番組「淳の休日」とのコラボレーションも行った。淳は婚姻届の証人として、恩人と慕う山本圭壱に記入してもらったという裏話も披露。山本がとある寺に住み込みで勤めているというエピソードも語られ、携帯電話で撮影された山本の現在の姿を、相方である加藤らが見入った。淳を収録のあるテレビ朝日まで連れて行くが、そこで江頭が登場、一悶着を起こす。

#### 第8回 「『OKAZILE』直前・HIRO生出演スペシャル!!」
放送日時
2013年10月9日 18:30頃 - 22:00頃
ゲスト（登場順）
HIRO（EXILE）
NESMITH（EXILE）
光浦靖子
概要
「めちゃイケ」の「オカザイルSP」放送を控え、目黒区にあるEXILEのオフィス兼稽古場から、HIROとトーク。後半は光浦をゲストに迎え、私生活について語り合った。

#### 第9回 「岡村隆史の原点（ゼロ）をめぐる旅」
放送日時
2013年11月24日 11:00頃 - 21:03頃
総合司会（ゲストMC）
高橋智（へびいちご）
ゲスト（登場順）
★なんばグランド花月
ティーアップ、末成由美、鳥川耕一、中川貴志（ランディーズ）、Mr.オクレ、中川家、もりやすバンバンビガロ、未知やすえ、カーニバル
★よしもとクリエイティブカレッジ
大森崇行、井ノ口陽子、河内俊明、大工富明、放送作家志望のみなさん
★喫茶ジャジャ
島川学（へびいちご）、石野桜子、板東英二
★Angel Dust Breakers
原田充啓（マシーン原田）、谷口雅一、藤原清、山下舞、榎並仁、林田聡
★松竹芸能 道頓堀角座
濱口優、オジンオズボーン、なすなかにし、梅小鉢、うしろシティ、おねだり豊、エリザベータ、平岡佐智男（コーヒールンバ）、ムートン伊藤、チョップリン、ひょうご（サンビーチ）、植山由美子（天然もろこし）、コウタ（パワフルコンビーフ）、菊地正志（ワンワンニャンニャン）、飛び魚、南川聡史（ピーマンズスタンダード）、ほりゆうこ（たぬきごはん）、カシューナッツ（ゆんぼだんぷ）、片山裕介（ヒカリゴケ）、天童なこ、森直樹（トライアングル）、ヤマグチ県モリカワ市山口、村瀬みちゃこ、華井二等兵
概要
全編、大阪からの配信。へびいちご・高橋が「総合司会」（＝案内役）となり、思い出の地を巡る。なんばグランド花月では出演中の先輩達と旧交を温め、吉本印天然素材時代の初お披露目写真を発見。さらに吉本の制作者育成校「YCC」では、裏方志望の生徒たちの行う演芸研修に立ち会う。さらによく通っていたという喫茶店ではへびいちご・島川、石野桜子、そして謹慎中だった板東英二が登場する。その後、岡村が大阪時代に所属していたダンスチームのメンバーと合流、久々のダンス対決に興じる。最後は松竹の道頓堀角座を訪れ、濱口率いるコントサークルの若手たちの芸に触れる。約10時間の配信。

#### 第10回 「クリスマススペシャル!!」
放送日時
2013年12月25日
ゲスト
バービー、三瓶、保田圭、小崎陽一、三中元克、西健太郎、濱口優、武田真治、光浦靖子、鈴木紗理奈、エスパー伊東
概要
岡村がサンタクロースに扮し、離婚後間もない鈴木紗理奈の自宅に向かい、息子にプレゼントを渡す。新宿の吉本興業本社ではナインティナインの元マネージャーと思い出話を繰り広げる。近くのカラオケボックスでは濱口、バチエレメンバーと遭遇。西麻布に移動し、光浦靖子、バービー、三瓶の独身飲み会を訪問。光浦には現役AV男優によるマッサージサービスをプレゼントする。その後、保田圭・小崎陽一夫妻の飲食店に出向き、「岡女」のDVDについてトーク。台場の大江戸温泉物語へ向かい、三中元克とくつろいでいる母親にプレゼントを渡す。フジテレビ本社では「大道具スタッフの西くん」こと西健太郎が設営の真っ最中であった。久々のゼロテレビ本部では濱口、武田、光浦、紗理奈、さらにエスパー伊東も加わり、独身者同士で聖夜を満喫する。

#### 第11回 「足柄SAスペシャル」
放送日時
2014年1月26日
ゲスト
トータルテンボス、ギャル曽根、春香クリスティーン、ほんこん、平畠啓史、ハリウッドザコシショウ、BBゴロー、オレンチェ
概要
足柄サービスエリア下りの「めちゃイケSA」を訪問。静岡のローカル番組「くさデカ」を担当しているトータルテンボスが、番組クルーを引き連れ登場。SA内を一緒に回るが、どこも藤田にまつわる商品が置かれている。「G級グルメパーク」では明松が「くさデカ」レギュラーのギャル曽根と大食い対決。さらに春香クリスティーン、ほんこん、平畠啓史も加わり、「静岡エンタメ」を鑑賞。ハリウッドザコシショウ、BBゴローが登場。さらに静岡県を中心に活動しているアイドルユニット「オレンチェ」が曲を披露しようとするが、岡村は何度イントロを聞いてもホイッスルを鳴らして歌わせようとしない。グルメパークでは支配人の三中をどっきりで引っかけたあと、自宅を訪問し激励する。この回はサブカル誌「QuickJapan」が密着取材を行った。

#### 第12回 「オファーが来ましたSP」
放送日時
2014年2月23日
ゲスト
雛形あきこ、天野浩成、西川きよし、ほんこん、野田義治、
概要
「めちゃイケ」の「オファーが来ました」を再現する企画。濱口が案内役として登場。雛形あきこと結婚した俳優の天野浩成と剣道対決。雛形も登場、なれそめなどを聞く。北千住「シアター1010」に移動、かねてより話題にしている西川きよしの舞台「コメディ水戸黄門」に出演。銀座では加藤浩次主演のコントライブに乱入する。近くにあるほんこんが経営するお好み焼き店に訪問するも、ほんこんは足柄SAで出店の真っ最中。用賀のフットサルコートでは野田義治率いるサンズエンタテインメントのメンバーとフットサル対決。雛形も町娘の格好のまま参加させられる。最後は片岡に手紙をしたためた放送作家志望の中学生とトークを繰り広げる。

#### 第13回 「ゼロテレビ年度末総決算SP『ザ・めちゃユルテン』」
放送日時
2014年3月30日
ゲスト

概要
「ザ・めちゃユルテン」と題し、1年間の出来事を振り返る。話の流れでトータルテンボス藤田が坊主頭にさせられてしまう。後半、ゼロテレビ本部がダイバーシティ東京に移転することになり、その作業をバチエレメンバーと行う。加藤浩次も引っ越しそばを振る舞う。

#### 番外編 「めちゃ×2悔やんでるッ!」
放送日時
2014年4月27日
ゲスト

概要
第2回配信で「ニコニコ超会議」に「また来年も行く」と公言していた岡村が再度同イベントを訪問する特別編。片岡が不在の中、最小限のメンバーで幕張メッセに向かう。遠藤と相撲で対決したり、熱湯風呂に入るなどし、ドワンゴ・川上量生会長とも再会する。松竹ブースでは有野を発見する。

#### 第14回 「赤DVD第3弾発売記念キャンペーンSP」
放送日時
2014年4月29日
ゲスト

概要
ゴールデンウィークのさなかに、「赤DVD」めちゃ女子プロレス編のプロモーションを行う。汐留・日本テレビで「極楽同盟」の加藤を出迎え、フジテレビでのプロモーションイベントに誘い出す。「大道具の西君」とイベントをこなしたあと、渋谷「ヨシモト∞ホール」に移動。岡村・加藤が若手ライブに乱入、「初出演」を果たす。川崎市体育館で「本家」の女子プロレス興行に突撃。試合前でピリピリしているジャガー横田に関節技を決められるなど苦労しながらもリング上でのプロモーションに成功。ダンプ松本の急襲からほうほうの体で逃げ出し、ダイバーシティ東京のゼロテレビ新スタジオ「こけら落とし」を実施。「極楽同盟」の相方オーディションとしてマービンJr.、芋洗坂係長らが挑む。寺門ジモンも登場するが、肉の自慢話に終始、スタジオを追い出される。地方営業から戻ってきたトータルテンボスは、藤田がまたも頭を刈られてしまう。

#### 第15回 「ゼロテレビの部活を作ろうSP!」
放送日時
2014年6月1日
ゲスト
濱口優、トータルテンボス、マービンJr.、ほんこん、オレンチェ、武田真治
概要
「めちゃユル部活動」がテーマ。濱口優をサブ司会に迎え、これまでに出演したゲストが部活動をプレゼンする。
はじめにトータルテンボスと荒川の土手で野球部体験。続いてマービンJr.の紹介で木瀬部屋を訪問し相撲部のプレゼン。ちゃんこ料理を振る舞われる。新宿の吉本興業本社では番組スタッフらの手ほどきで空手部やサッカー部、新体操部を体験。ほんこんも登場しサーフィン部を勧められる。プールに移動、水泳に心得ある濱口が水泳部をプレゼン、そこに登場したオレンチェと水泳対決。最後にゼロテレビ本部に移動すると、武田真治が待ち構えており、筋トレを勧められるが半日のロケで疲れ切った岡村・濱口はのらりくらりとかわす。最後にオレンチェが再び登場、初めて「釣りガール」を披露。

#### 第16回 「輝け！本当は面白い芸人決定戦」
放送日時
2014年7月16日
ゲスト
濱口優、加藤浩次（極楽とんぼ）、光浦靖子ほか
概要
久々にゼロテレビ本部から全編を配信。マニアックな芸人を中心としたコント・漫才大会。秋田市で営業をしていた竹山隆範を電話で呼びつける。竹山は帰京後お台場に急行、終了間際に出演を果たした。総監督の片岡が異動となり、番組存続の是非まで検討されたことを岡村が冒頭に語っている。

#### 第17回 「24時間ゼロテレビ2014『めちゃ×2なが～～～くユルんでるッ! 〜ひとつ大人になった44番ロビンマスクは地球を救う!?〜』」
放送日時
2014年8月30日 18：30分頃〜8月31日 22:45分頃
ゲスト
濱口優、加藤浩次（極楽とんぼ）、光浦靖子、雛形あきこ、エスパー伊東ほか
概要
「愛は地球を救う」の真裏に生配信を繰り広げる企画の2回目。今年も全体を通してエスパー伊東が活躍。
地上波「めちゃイケ」との同時配信でドッキリにひっかかったエスパーは、逆にドッキリを仕掛ける企画に長時間挑戦。しかしラストでカンニング竹山に逆ドッキリを受ける。グランドエンディングは「エスパーメモリアル超能力パーティ」と称したライブ。泥酔状態のエスパーが「超能力」を披露。
このほか、「本当は面白い芸人決定戦」第2回、吉幾三「DREAM」コンテスト、早朝アイドル水泳大会、雛形邸訪問、「お台場新大陸」最終日への飛び入り、お台場温泉物語での入浴などで構成。

#### 第18回 「ヤミっていいとも！」
放送日時
2014年10月19日
ゲスト
藤崎マーケット、ノブ小池、ハライチ、西恵利香・石條遥梨（AeLL.）、川畑要、ジャルジャル、鬼ヶ島ほか
概要
川崎市のスナックを舞台に、サングラス姿の岡村がハンドマイク片手に進行。「闇」のあるゲストが次々入店し、エピソードを語っていく。ノブ小池は出席したイベント「パパパーク」で披露したという「火おこし」を配信中やり続けるはめに。最後はトータルテンボス藤田が恒例の坊主頭となったが、髪が薄くなってきたことを告白。

#### 第19回 「情報ライブ・めちゃユル屋」
放送日時
2014年12月10日
ゲスト
矢口真里、岩井志麻子、鬼ヶ島、ノブ小池、大谷ノブ彦、トータルテンボス藤田、カンニング竹山ほか
概要
「情報ライブ ミヤネ屋」のパロディ企画。同番組で復帰した矢口を全面フィーチャーし、矢部をはじめとしためちゃイケメンバーや、これまで出演したゲスト陣らが入れ替わり立ち替わり「メインMC」となって矢口とトークを繰り広げる。今回は全編収録（収録日は配信前日）。

#### 第20回 真冬の超常現象スペシャル
放送日時
2015年2月1日
ゲスト
白鳥久美子、野性爆弾、おっPサンバ、ハライチ、田村裕、彦摩呂、Toshl、岩井志麻子、梶原雄太、笑い飯哲夫ほか
概要
都内を巡りながら、住職の「ジャッカル」に扮した野性爆弾・川島が、「ケツネ憑き」に遭っているタレント達の除霊に挑む。10時間程度の配信。

#### 第21回 「年度末総決算SP『ザ・めちゃユルテン』」
放送日時
2015年3月31日
ゲスト
加藤浩次（極楽とんぼ）、光浦靖子、濱口優、トータルテンボス、カンニング竹山、西恵利香、川畑要、梶原雄太、溜口佑太朗（ラブレターズ）、鬼ヶ島、武田真治、ジャガー横田、矢口真里、川島邦裕、アイガー、青野敬子
概要
これまでの登場人物がゼロテレビ本部に一堂に会し、昨年に引き続き、1年間の出来事を振り返る。「ガリタクエスト」の高得点プレイヤーを観客に迎え、コントに巻き込む場面も。約4時間半の配信。

#### 第22回 「本当にあったゼロ縛霊の怖い話」
放送日時
2015年8月29日
ゲスト
濱口優、加藤浩次（極楽とんぼ）、光浦靖子、カンニング竹山、トータルテンボス藤田、天竺鼠、川端要、エスパー伊東、野性爆弾ほか
概要
「めちゃユル」では活躍しながら、「27時間テレビ」で活躍できなかったタレントが「ゼロ縛霊」として都内にただよっているという情報を元に、濱口のナビゲートで除霊の旅に出る。途中で加藤が出演する「オレたちゴチャ・まぜっ!〜集まれヤンヤン〜」（MBSラジオ）の生放送に乱入。めちゃイケ放送終了後から翌朝まで、約9時間の配信。

#### 第23回「めちゃイケ配信スタート」記念スペシャル
放送日時
2023年10月8日
ゲスト
ニューヨーク、コットン、はんにゃ.、お見送り芸人しんいち、くっきー!（野性爆弾）、鬼越トマホーク、オダウエダ、きむ（インディアンス）ほか
概要
FODのコンテンツとして『めちゃイケ』の一部過去放送分が配信されることが決定したため、その告知も兼ねて配信。『めちゃユル』としては第22回以来約8年ぶり、また『ゼロテレビ』にとっても約5年ぶりの配信となる。

#### 第24回 2024夏 夢の競演「7月3日合同お誕生会」スペシャル
放送日時
2024年7月3日
ゲスト
板野友美、野添義弘、西野亮廣（キングコング）、アキナほか
概要
岡村と同じ誕生日の芸能人を吉本興業東京本部の中庭に集めて配信。『めちゃユル』としては第23回以来約9ヶ月ぶり、約6時間の配信。

### 「めちゃ²イケてるッ!」関係

#### お台場合衆国2013 企画発表説明会
放送日時
2013年7月2日 20:00頃 - 翌3:00頃
東京・六本木のニコファーレで行われる、今年のお台場合衆国におけるめちゃイケブースについての説明会の収録風景をゼロテレビとニコニコ生放送にて生配信された。説明会は7月13日の本放送にて放送された。また、配信された物と同じものをYoutubeにて無料で視聴できるが、一部コーナーの収録風景については非公開で行われているため見ることができない。なお、ニコファーレでの説明会は去年に引き続いて行われていたが、前年は完全非公開収録となっており、そのため壁面LEDに流れているコメントは番組スタッフによって打たれていたものであったと加藤が告白した。

#### めちゃイケサービスエリアオープニング式典
放送日時
出題編…2013年9月14日 19:50頃 - 20:10頃
解答編…2013年9月16日（本来は2013年9月14日21:00頃に配信開始だった）
Youtubeエンタメウィークのプロローグ特番を兼ねる。東名高速道路の足柄SA（下り）に期間限定開業した『めちゃイケサービスエリア』の開業記念特番を、2013年9月14日に配信。生放送ではなく事前収録したものを9月14日「めちゃイケ」の本放送の前後にストリーミング配信する予定だったが、機材トラブルの為配信開始が遅れ、当日めちゃイケの放送時間と出題編の配信時間が重なってしまった。さらに解答編はストリーミングではない配信となった。

#### GOGO!三ちゃんねる めちゃイケSA最終日生配信SP
放送日時
2014年9月23日 15:00頃 -18:00頃
めちゃイケSA最終日の模様を生配信。めちゃイケ女子メンバーによる歌の催しの後、めちゃイケSA最後の販売が配信された。営業終了後、「終わったら打ち上げで盛り上がりたい」とコメントした三中であったが、めちゃイケSPの収録に合流しなければならなかったため、バイクにて東京へ走り出すところまでの配信となった。

### 江頭2:50が2:50に○○してみた
放送（配信）日時
2013年9月15日 - 2013年9月21日の毎日（放送（配信）時刻はいずれも2:50  - ）
江頭2:50が謝罪放送…のつもりが『エンタメウィークまるごとチャレンジッス』の天の声によって、YouTuberのペインダンテ将之介のYoutube動画を江頭が見せられ苦悩するという形式。
前述のめちゃユル 第7回の江頭乱入の伏線にもなっていた。

### バチバチエレキテるZer0
地上波で放送されていた「バチバチエレキテる」をゼロテレビに移した企画。MCは地上波レギュラー版に引き続き濱口優・白石麻衣（乃木坂46）が務める。「24時間ゼロテレビ」で地上波での放送終了とゼロテレビへの移行が濱口からアナウンスされた。
地上波での「暫定メンバー」がそのままレギュラーとなっており、MC以外は全員同じユニフォームを着用している。カーニバルは「入れ替え総選挙」で降板しているためユニフォームは着ていないが、実質レギュラー扱いとなっている。
生放送主体だが、一部収録コーナーもある（CM制作[第2回～]、コント[第3回～]）。番組ラストでは地上波復帰を祈念したチャレンジを行う。
配信が長時間に及ぶ「めちゃユル」と異なり、3時間程度で終了する。
放送
- 第1回 - 2013年12月11日
- 第2回 - 2014年4月9日
- 第3回 - 2014年6月24日
- 第4回 - 2014年11月12日
- 第5回 - 2015年4月8日

### さよなら菊地亜美! アイドル卒業までのカウントダウン!! 30時間密着ドキュメント!!!
放送(配信)日時
2014年11月23日 17:30 - 24日 23:40頃
女性アイドルグループ「アイドリング!!!」に所属していた菊地亜美にスポットを当て、同グループを卒業するアイドル生活最後の一日に密着し、2日間にまたがる30時間ドキュメントの生配信を、卒業公演終日まで行った。企画の経緯は、アイドリング!!!統括プロデューサーの神原孝と対談した際、菊地が冗談めかした要望が具現化したものである。
公演直前直後の行動やコメント、メンバーと想いを振り返るトークなどが主体で、めちゃユルメンバーの濱口優などが応援ゲストで出演した。また、タイムテーブルには無かった昼開催のアイドリング!!!ライブ公演が、急遽生配信された。
出演
- 菊地亜美
- アイドリング!!!
- 濱口優(よゐこ)
- 谷澤恵里香
- 堤下敦(インパルス)
- バカリズム

電話出演
- 田村淳(ロンドンブーツ1号2号)
- 吉村崇(平成ノブシコブシ)
- 武井壮
- 狩野英孝

### 超プロレスリング@ニコニコ超会議2015
2015年4月26日、イベント２日目のラストマッチにて「ゼロテレビ　みちのく三ちゃんねるSP～みちのくプロレスin ニコニコ超会議～」がニコニコ生放送にて生中継された。